# リシャーノ・ニッコーネ
リシャーノ・ニッコーネ（伊: Lisciano Niccone）は、イタリア共和国ウンブリア州ペルージャ県にある、人口約600人の基礎自治体（コムーネ）。

## 地理

### 位置・広がり

#### 隣接コムーネ
隣接するコムーネは以下の通り。括弧内のARはアレッツォ県所属を示す。
- コルトーナ (AR)
- パッシニャーノ・スル・トラジメーノ
- トゥオーロ・スル・トラジメーノ
- ウンベルティデ

### 気候分類・地震分類
リシャーノ・ニッコーネにおけるイタリアの気候分類 (it) および度日は、zona E, 2109 GGである。
また、イタリアの地震リスク階級 (it) では、zona 2 (sismicità media) に分類される。

## 行政

### 分離集落
リシャーノ・ニッコーネには、以下の分離集落（フラツィオーネ）がある。
- San Martino, Pian di Marte-Crocicchie Gosparini Reschio